# Мордовские музыкальные инструменты
Мордовские музыкальные инструменты (эрз. Эрзянь седямопельть) — памятники традиционной музыкальной культуры мордовских народов: мокши и эрзи. Оказали влияние на зарождение и развитие многих форм традиционной музыки.

## Классификация
По признаку вибратора (источника звука) основными классами мордовских инструментов являются:
1. идиофоны (самозвучащие)
2. хордофоны (струнные)
3. аэрофоны (духовые)

### Идиофоны
Из идиофонов известны:
Калдоргофнема (мокш.), кальдердема (эрз.). Распространены 4 вида. Соударяемый идиофон — гладко выстроганная кленовая дощечка длиной 170—200 мм, шириной 50—70 мм, толщиной около 10 мм с ручкой длиной 100—120 мм, диаметром 20—30 мм. По обе стороны ручки при помощи полосок из сыромятной кожи прикреплялись 2 небольшие кленовые пластины. Ударяемый идиофон — 4-гранная коробочка из цельного дерева (липа, клён, берёза) в среднем длиной 170—200 мм, шириной 100—120 мм с ручкой внизу длиной 100—150 мм. На суровую просмоленную верёвочку, прикреплённую сверху за ремешок из кожи, снаружи подвешивался кусочек дубового сучка, свинца или железная гайка. Ударяемый идиофон — полая, открытая с одного конца цилиндрическая или 4-, 6-, 8-гранная коробочка из цельного дерева с ручкой (размеры как у 2-го вида). В отличие от 2-го вида кусочек из дерева или железа подвешивался внутри коробочки. Скребковый идиофон — гладко выстроганный брус из клёна цилиндрической формы длиной 100—150 мм, шириной 70—80 мм с ручкой внизу и вырезанными по краям цилиндра зубьями. Сверху к цилиндру и ручке прикреплялась деревянная прямоугольная рамка длиной 250—300 мм, шириной 100—150 мм или позднее — металлическая скоба несколько меньших размеров, в середине которой туго укреплялась гибкая деревянная пластина-вибратор (кель). Для того, чтобы она лучше держалась и пружинила, в середине рамки приделывалась поперечная палочка, а в скобе — металлический стержень. При вращении рамки или скобы вокруг бруса (для чего исполнитель делал круговые движения над головой) пластина перескакивала с одного зуба на другой, издавая при этом сильные щелчки, при быстром темпе переходящие в треск.
Кальхциямат (мокш.), кальцяемат (эрз.) — 3, 5, реже 6 деревянных пластин из ясеня неодинаковой длины, скреплённых лыком или ремешком из кожи. При ударах по пластинам деревянными молоточками или ложками они издавали разные по высоте звуки. По тембру инструмент напоминал ксилофон.
Шавома (мокш.), чавома (эрз.) — гладко выстроганная и пропитанная составом из сосновой смолы (живицы) и конопляного масла берёзовая или еловая резонирующая доска, по которой ударяли деревянными молоточками или ложками. К краю доски крепились концы ремня (иногда для прочности доска охватывалась ремнём), за который её вешали либо на шею чуть ниже груди, либо на согнутую в локте руку или плечо исполнителя — шавиця («бьющий»).
Пайге (мокш.), баяга (эрз.) — массивная деревянная доска из дуба, берёзы с закругленными углами длиной около 150 см, шириной 40—50 см, толщиной 12—15 см. Её подвешивали на воротца, устанавливаемые посреди села на пригорке, и били по ней дубовой палкой, деревянным молотом или пестом, оповещая жителей о важных событиях.
Пайгонят (мокш.), баягинеть (эрз.) (встряхиваемый идиофон) — металлические колокольчики, нанизанные на шнур или свободно висящие на раме. По археологическим и этнографическим данным известны следующие виды колокольчиков: кованые усечённо-конические железные с полусферическим язычком, сильным звоном и богатой гаммой частичных тонов; полусферические из цветных металлов с шаровидным язычком, звоном высокого регистра; цилиндрические с низким звуком; продолговатой формы с неопределённым тембром. Инструменты применялись в ритуальных танцах, образуя своеобразную тембро-динамическую полифонию.
Байдяма (мокш.), люляма (эрз.) — стержень (палка), сверху которой вырезали фигурку в виде головы лошади и подвешивали к ней 5—7 колокольчиков и погремушек. Сопровождали различные ритуалы.
Цингоряма (мокш.), диннема (эрз.) — гетероглотический варган, до наших дней сохранившийся у каратайской мордвы. Представляет собой подковообразную железную пластину с гибким стальным язычком посередине. На инструмента играли преимущественно плясовые мелодии.

### Хордофоны
Из хордофонов известны:
Гайтияма (мокш.), гайдяма (эрз.) — немного согнутая, расширяющаяся к одному концу берёзовая или кленовая доска длиной 800—1000 мм, шириной с одного конца, которым упирали в пол, 120—150 мм, с другой — 30—50 мм. На неё натягивали одну струну обычно из суровой просмолённой тонкой верёвки (толстой дратвы), овечьей или реже жильной кишки.

### Аэрофоны
Аэрофоны — самый многочисленный класс мордовских инструментов. Сезонные изготавливались преимущественно летом из стеблей растений, листьев деревьев (стрелкаста морама (мокш.); лопа (мокш., эрз.); келувонь гивгорня (мокш.); килей цёков (эрз.); сендиень морама (мокш.); сандеень морама (эрз.); шужярень морама (мокш.); олгонь морама (эрз.); зундерь (мокш., эрз.) и др.).